# فرانتس یوزف دوم
فرانتس یوزف دوم (انگلیسی: Franz Joseph II, Prince of Liechtenstein) (زاده ۱۶ اوت ۱۹۰۶ – درگذشته ۱۳ نوامبر ۱۹۸۹) چهاردهمین شاهزاده و پادشاه کشور لیختن‌اشتاین بوده است.
وی از تاریخ ۲۵ ژوئیه ۱۹۳۸ تا ۱۳ نوامبر ۱۹۸۹ میلادی پادشاه کشور لیختن‌اشتاین بوده است.